# 朱湖农场
朱湖农场是湖北省孝感市孝南区下辖的一个农场（类似乡级单位）。
农场人口23000人，面积76平方千米。是一个以农业为基础，农、工、商、建、运综合经营，政企合一的中型农垦企业，现有总人口 2.8 万人，土地面积43平方公里，耕地面积3.5万亩，养殖水面1.2万亩。农场位于武汉、孝南、云梦、汉川四县市区的接合部，北离孝感市区 23公里、南距武汉市区42公里，汉宜公路由东至西纵贯全境，316、107国道擦肩而过，区位、交通十分优越。
历史上朱湖农场曾是一片水泽，芦蒿丛生，鹤鹮成群。后围湖造田成就了今天鱼米之乡的美称（朱湖的糯米和莲藕质地尤好）。

## 行政区划
管辖30个村委会（生产队）：四汊集镇社区、群一生产队、群二生产队、南阳生产队、四汊生产队、向阳生产队、朝阳生产队、五棚生产队、工农生产队、联盟生产队、和平生产队、三合生产队、长湾生产队、叶台生产队、菱角湖生产队、鱼尾生产队、黄家山生产队、白垸生产队、塘口生产队、双合生产队、协和生产队、协和二生产队、协和一生产队、四棚生产队、先锋一生产队、先锋二生产队、高旗生产队、永光生产队、团结生产队和国庆生产队。